# バーセリオス・クレーミス
バーセリオス・クレーミス（Baselios Cleemis、1959年6月15日 - ）は、インドのシリア＝マランカラ典礼カトリック教会（英: Syro-Malankara Catholic Church）の総大司教カトリコスである。本名はイサーク・トットゥンカル（Isaac Thottunkal）。2012年11月24日にローマ教皇ベネディクト16世によって枢機卿に任命され、シリア＝マランカラ典礼カトリック教会から選ばれた初の枢機卿となった。

## 経歴
イサーク・トットゥンカルは1959年6月15日に南インドのケララ州パタナムティッタ県（Pathanamthitta）のマラッパリー（Mallappally）近郊の小さな村ムッコール（Mukkoor）で生まれた。
彼は1976年から1979年までティルヴァラ（Tiruvalla）の初等神学校（the Minor Seminary Formation）に在学した。

### 司祭
1986年6月11日に司祭に叙階され、彼はバンガロールのダルマラム大神学校で1989年まで神学の修士号のために勉強した。
1997年にはローマの聖トマス・アクィナス大学からエキュメニズム神学の博士号を授与された。ローマから帰国すると、彼はバテリー司教区の司教総代理に就任した。

### 司教
2001年6月18日、ローマ教皇ヨハネ・パウロ2世は、彼をヨーロッパ、北アメリカ地域のシリア＝マランカラ典礼カトリック教会のためにApostolic visitorとティルヴァナンタプラムの補佐司教に推挙した。そして同年8月15日に、ティルヴァラでイサーク・マール・クレーミス（Isaac Mar Cleemis）の名で司教に叙階された。
2003年9月11日、ローマ教皇庁はクレーミスをティルヴァラ司教区（2006年に大司教区に昇格）の第6代司教に任命した。
2007年、2月7日から同月10日の間に召集されたシリア＝マランカラ典礼カトリック教会のシノド（司教会議）において、クレーミスは全会一致で第2代のカトリコスに選ばれた。ローマ教皇ベネディクト16世は2月9日にこれを承認し、翌日発表された。クレーミスはバーセリオス・クレーミス（Baselios cleemis）の名で2007年3月5日にティルヴァナンタプラムの聖マリア大聖堂（St. Mary's Cathedral, Pattom, Trivandrum）にて第2代シリア＝マランカラ典礼カトリック教会総大司教カトリコスに着座した。

### 枢機卿
クレーミスは2012年11月24日にローマ教皇ベネディクト16世によって枢機卿に任命された。シリア＝マランカラ典礼カトリック教会から枢機卿が選ばれたのはこれが初めてである。彼は、自身の枢機卿任命は、インドのカトリック教会の「統一と多様性(unity in diversity)」に対するローマ教皇の感謝のしるしだと述べた。
2013年1月31日、彼はベネディクト16世によってローマ教皇庁の東方教会省と諸宗教対話評議会のメンバーに任命された。その年に行われたコンクラーヴェでは有権枢機卿として参加し、新教皇フランシスコを選出した。このコンクラーヴェにおいて、彼はラテン典礼とは異なった独自の典礼・祭服（法衣）を用いる4人の枢機卿の一人であった。

## 参照
1. ↑  Annuncio di Concistoro per la Creazione di Sei Nuovi Cardinali Archived 2013年2月23日, at the Wayback Machine.w:Holy See Press Office 2012年10月24日 （イタリア語）
2. ↑  http://www.catholicnews.com/data/briefs/cns/20121025.htm#head10%5B%5D
3. ↑  “Moran Mor Baselios Cardinal Cleemis left for Rome”. Malankara Catholic News.  オリジナルの2013年9月27日時点におけるアーカイブ。 2013年9月25日閲覧。